# Serge Baguet
Serge Baguet (Opbrakel, Brakel, Flandes Oriental, 18 d'agost de 1969 - Sint-Lievens-Houtem, 9 de febrer de 2017) fou un ciclista belga, professional entre 1991 i 1996 i entre el 2000 i el 2007.
En el seu palmarès destaca una victòria d'etapa al Tour de França de 2001 i el campionat nacional en ruta de 2005.
Morí el 9 de febrer de 2017 per culpa d'un càncer de colon que li havia estat diagnosticat dos anys i mig abans.

## Palmarès
- 1989
  - 1r a la Brussel·les-Opwijk
- 1990
  - 1r al Tríptic de les Ardenes i vencedor de 4 etapes
- 1991
  - 1r al Tour del Nord-oest
- 1992
  - Vencedor d'una etapa al Tour del Llemosí
- 1993
  - Vencedor d'una etapa a la Volta a la Gran Bretanya
- 1994
  - 1r a la Clàssica de Sabiñánigo
  - 1r al Stadsprijs Geraardsbergen
- 2000
  - 1r al Stadsprijs Geraardsbergen
- 2001
  - 1r a la Druivenkoers Overijse
  - Vencedor d'una etapa al Tour de França
- 2005
  -  Campió de Bèlgica en ruta
  - Vencedor de 2 etapes de la Volta a Andalusia
- 2006
  - 1r al Gran Premi Stad Sint-Niklaas

### Resultats al Tour de França
- 1993. 110è de la classificació general
- 2000. 121è de la classificació general
- 2001. 85è de la classificació general. Vencedor d'una etapa
- 2002. 105è de la classificació general
- 2003. 86è de la classificació general

### Resultats al Giro d'Itàlia
- 2006. Abandona (17a etapa)